# Hotel Salvation
Hotel Salvation (coneguda a l'Índia com a Mukti Bhawan) és una pel·lícula índia de 2016 escrita i dirigida per Shubhashish Bhutiani i produïda per Sanjay Bhutiani. La pel·lícula és una comèdia dramàtica sobre un fill que es veu obligat a deixar de banda la seva feina per acompanyar el seu pare ancià a la ciutat santa de Benarés. És protagonitzada per Adil Hussain i Lalit Behl en els papers principals. La pel·lícula va rebre quatre nominacions als 63ns premis Filmfare, inclosa la millor pel·lícula (crítica). S'ha doblat i subtitulat al català.
Es va projectar per primer cop el 2 de setembre de 2016 al 73è Festival Internacional de Cinema de Venècia, mentre que a l'Índia la seva data d'estrena va ser el 7 d'abril de 2017.